# Certyfikat depozytowy
Certyfikat depozytowy – zbywalny papier wartościowy emitowany przez bank w celu zgromadzenia środków pieniężnych, zaświadczający zdeponowanie przez okaziciela certyfikatu depozytowego w banku określonej kwoty środków na określony czas, po upływie którego bank emitent zobowiązany jest do zwrotu tej kwoty wraz z określonymi odsetkami.

## Charakterystyka
Zaletą tych walorów w porównaniu do zwykłej lokaty jest ich zbywalność – certyfikaty są handlowane na rynku wtórnym. Oznacza to o wiele wyższą płynność certyfikatów niż lokat bankowych.
Na cenę rynkową certyfikatu na rynku wtórnym składa się bieżąca cena tego waloru oraz odsetki przypadające za miniony okres. Wierzycielem, który otrzyma środki pieniężne od emitenta jest ostatni posiadacz tego dokumentu.
Certyfikat może też mieć formę zdematerializowaną – w postaci zapisu komputerowego w odpowiedniej bazie danych. Obecnie większość certyfikatów ma właśnie taką formę, co upraszcza i przyspiesza ich obrót.
Choć większą popularnością cieszą się zbywalne certyfikaty depozytowe wystawione na okaziciela, to istnieje również możliwość uzyskania niezbywalnego certyfikatu – na wyraźne żądanie klienta.
Zaletą certyfikatu jest wyższe oprocentowanie, w porównaniu do papierów skarbowych. Wynika to z ogólnej zasady rynku finansowego – im większe ryzyko, tym większa cena kapitału inwestycyjnego.
Ryzyko inwestycji w certyfikaty depozytowe jest wyższe niż w bony skarbowe, ponieważ ryzyko niewypłacalności banku jest wyższe niż ryzyko niewypłacalności całego państwa.
Istnieją cztery podstawowe rodzaje certyfikatów depozytowych:
- Krótkoterminowe certyfikaty o stałym oprocentowaniu emitowane na okres od 1 miesiąca do roku. Ich oprocentowanie od momentu emisji do dnia wykupu jest stałe; jego wysokość najczęściej jest negocjowana między stronami w dniu emisji. Zazwyczaj są to papiery na okaziciela, łatwe do zbycia na rynku wtórnym.
- Długoterminowe certyfikaty o stałym oprocentowaniu emitowane na okres od 1 roku do 5 lat. Wypłata odsetek występuje zwykle co 6 lub 12 miesięcy.
- Dyskontowe certyfikaty depozytowe, które są emitowane po cenie niższej od ich wartości nominalnej. Wartość nominalną certyfikat ten uzyskuje w dniu zapadalności.
- Certyfikaty depozytowe ze zmienną stopą procentową, emitowane na okres od 3 miesięcy do 5 lat. Ich oprocentowanie jest zrelatywizowane do innej stopy rynku pieniężnego i zmienia się wraz z nią. Odsetki są naliczane co 3, 6 lub 12 miesięcy.

Certyfikaty depozytowe często wykorzystują w swojej działalności banki inwestycyjne, zamiast lokowania nadwyżek gotówki na lokatach międzybankowych. Stosunkowo wysoka płynność tych instrumentów pozwala bankom na szybkie i sprawne regulowanie swojej płynności finansowej.

## Certyfikaty depozytowe w Polsce
W Polsce zasady emisji certyfikatów depozytowych zapisane zostały w art. 89–92 Prawa bankowego, gdzie certyfikat depozytowy określony został jako bankowy papier wartościowy służący gromadzeniu przez banki środków pieniężnych w złotych lub w innej walucie wymienialnej. Certyfikaty depozytowe emitowane przez banki komercyjne i banki spółdzielcze zarówno jako instrumenty krótkoterminowe (z okresem wykupu do 1 roku), jak i długoterminowe (o okresie wykupu do 5 lat) mogą przyjmować postać materialną, jak i zdematerializowaną. Sprzedaż certyfikatów depozytowych na rynku pierwotnym prowadzona jest na ogół za pośrednictwem innego banku niż emitent w celu zwiększenia zasięgu dystrybucji tych papierów.
Emitowane są one zazwyczaj w zaokrąglonych i dużych kwotach, np. 100 000 €. Ich oprocentowanie jest wyższe niż niektórych papierów wartościowych oraz mogą być zbywane na rynku wtórnym przed terminem wykupu, co sprawia, że są chętnie nabywane przez przedsiębiorstwa.